# Kalktjärnen, Ångermanland
Kalktjärnen är en sjö i Härnösands kommun i Ångermanland och ingår i Indalsälvens huvudavrinningsområde.